# Ranuzzi
La famiglia Ranuzzi è un'antica famiglia senatoria di Bologna. I Ranuzzi furono conti feudatari dei Bagni della Porretta dal XV al XVIII secolo. 

## Storia della famiglia
Le prime notizie certe risalgono a tal Raynucinus (Ranuccino - 1288), da cui avrebbe tratto il patronimico tutta la discendenza, probabilmente un pelliparius, ossia un conciatore e commerciante di pellami. I de' Ranuccini, o de Ranutiis, provenienti da un ceto artigiano basso, posero le basi per una rapida ascesa sociale, tanto che già all'inizio del XV secolo si annoverano fra i loro membri un medico ed un farmacista, nonché alcuni matrimoni con famiglie nobili bolognesi.
Girolamo (1434-1469), dottore in filosofia e medicina, venne inviato come ambasciatore presso il Duca di Milano dal signore di Bologna, Sante Bentivoglio, cui era legato da un'amicizia personale e di cui era stato medico. Dopo aver compiuto un lungo soggiorno a Roma, intessendo relazioni con le alte sfere della corte papale, nel 1466 venne eletto quale membro del Senato bolognese. Inviato come ambasciatore presso il papa, ottenne da questi la contea dei Bagni della Porretta.
I conti Ranuzzi sedettero numerose volte all'interno del Senato Bolognese, la prima volta per 85 anni dal 1466 al 1551. Dopo un'assenza di circa cinquant'anni, ritornarono nel consesso nel 1600, rimanendovi quasi ininterrottamente fino all'abolizione dell'istituzione avvenuta nel 1797 (in realtà la famiglia perdette il seggio nel decennio 1624-1634).
La famiglia fu proprietaria dal 1679 al 1822 di uno dei più importanti palazzi senatori di Bologna, costruito probabilmente su disegno del Palladio, impreziosito da uno scenografico scalone d'onore e da importanti cicli d'affreschi, ed oggi sede della Corte d'Appello della città.
Gran parte dei volumi manoscritti della biblioteca e dell'archivio di famiglia sono oggi conservati presso l'Harry Ransom Humanity Research Center dell'University of Texas at Austin. Dei circa 800 volumi originari, 117 sono oggi di proprietà del British Museum di Londra, mentre altri 72 sono conservati all'Archivio di Stato di Bologna.

## I Conti della Porretta ed i Senatori
- Girolamo I Ranuzzi, II conte dei Bagni della Porretta (1482-1496) e I Senatore (1466-1496), nato a Bologna il 13 giugno 1434. Venne estratto più volte come membro del Consiglio degli Anziani della città di Bologna, di cui fu anche per ben 10 volte Gonfaloniere di Giustizia. Legato politicamente alla fazione di Giovanni II Bentivoglio, compì numerose missioni diplomatiche a Roma, dove si inserì nelle corti di Paolo II e Sisto IV, e dove riuscì a farsi nominare erede di Nicolò Sanuti, primo conte dei Bagni della porretta, ormai anziano e privo di discendenza. Compì ulteriori missioni presso il Ducato di Milano, e presso Ludovico III Gonzaga, da cui ricevette il patriziato di Mantova. Il 26 giugno 1482, alla morte del Sanuti, entrò definitivamente in possesso del feudo promessogli. Costituì il primo nucleo del patrimonio della famiglia, mediante l'acquisto di beni, tenute e dimore. Morì a Bologna il 20 novembre 1496 di febbre pestifera.
- Angelo Ranuzzi, III conte dei Bagni della Porretta (1496-1540) e II Senatore (idem), nato a Bologna l'11 aprile 1468. Ereditato il titolo ed il seggio in Senato alla morte del padre, fu varie volte membro del Consiglio degli Anziani e Gonfaloniere di Giustizia. Nel 1511 divenne per un anno castellano della fortezza di Castel Franco. A causa della partecipazione del fratello Battista e del nipote Francesco al complotto bentivolesco, cadde in disgrazia presso Giulio II, che nel 1512 lo privò del feudo della Porretta, per poi riconsegnarglielo al termine di un contenzioso legale nel 1516. Morì a Bologna il 19 settembre 1540.
- Francesco Ranuzzi, III Senatore (1541-1551), battezzato a Bologna il 13 novembre 1488. Incaricato nel 1511 di assoldare 100 fanti per la difesa della città dall'assedio di Annibale Bentivoglio, fu sospettato assieme al padre di fare parte della congiura, e venne bandito dalla città fino all'assoluzione emanata nel 1516. Alla morte dello zio Angelo, con un'interpretazione poco plausibile della bolla di Sisto IV, intentò causa al cugino Annibale, sostenendo che la potestà sulla Porretta spettasse al più anziano della famiglia. Nel 1541, in seguito a transazione, rinunciò al feudo, ma mantenne il titolo di conte ed il seggio da senatore. Nel 1548 fu arrestato ed inviato a Roma per essere stato coinvolto in un fallito intrigo, ordito da Ferrante Gonzaga, per sottrarre Bologna al controllo pontificio. Morì a Bologna il 17 ottobre 1551.
- Annibale I Ranuzzi, IV conte dei Bagni della Porretta (1540-1550), nato a Bologna il 20 luglio 1496. Fu trascinato in una causa legale dallo zio Francesco circa la titolarità del feudo di Porretta, ma riuscì ad arrivare in breve tempo ad una transazione. Richiese al pontefice Paolo III di delimitare con precisione i confini del proprio feudo, dando origine ad un'aspra contesa con il Reggimento di Bologna: la bolla papale di Niccolò V parlava di un'ampiezza "per unum Milliare circum circa ipsa Balnea", cosa che veniva interpretata dalla famiglia come un miglio di raggio avendo come centro gli edifici di Porretta, mentre la città sosteneva essere di un miglio la linea di confine nel suo complesso. Morì a Bologna il 2 settembre 1550.
- Marco Antonio I Ranuzzi, V conte dei Bagni della Porretta (1550-1603), nato a Bologna il 1º aprile 1525. Proseguì, senza vederne la soluzione, la vertenza col Reggimento bolognese circa i confini del proprio feudo, di cui regolò la vita e l'amministrazione, pubblicando bandi ed articoli e, trovandosi a fronteggiare l'epiemia di peste, regolò i commerci e l'esportazione delle derrate alimentari. Nel 1585 dotò i Bagni porrettani di una cinta muraria, e redasse gli statuti per gli uomini di governo. Morì anch'egli a Bologna, il 22 febbraio 1603.
- Annibale II Ranuzzi, VI conte dei Bagni della Porretta (1603-1621), nato a Bologna il 5 marzo 1557. Riprese in mano con vigore la causa contro Bologna circa i confini del feudo, arrivando ad interessare della cosa persino papa Paolo V. Tuttavia la questione fu ben lontana dal ricomporsi, e la causa trovò la conclusione solo dopo circa novant'anni. Morì a Padova il 22 settembre 1621.
- Camillo Ranuzzi Manzoli, IV Senatore (1600-1624). Nipote del precedente Senatore, ottenne il seggio nel 1600 per nomina di Clemente VIII, e ricoprì alcune magistrature pubbliche nella sua città. Nonostante precedenti sentenze, intentò una causa legale contro il cugino Marco Antonio II per il titolo del feudo porrettano, venendo però definitivamente sconfitto. Morì a Bologna il 5 luglio 1624.
- Marco Antonio II Ranuzzi, VII conte dei Bagni della Porretta (1621-1681) e V Senatore (1634-1681), nato a Bologna il 31 marzo 1605.
- Annibale Ranuzzi, VIII conte dei Bagni della Porretta (1681-1697) e VI Senatore (1682-1693), nato a Bologna il 7 marzo 1625.
- Giovan Carlo Ranuzzi, IX conte dei Bagni della Porretta (1697-1706) e VII Senatore (1693-1706), nato a Bologna il 25 giugno 1653.
- Ferdinando Vincenzo Ranuzzi Cospi, X conte dei Bagni della Porretta (1707-1726) e VIII Senatore (1707-1724), nato a Bologna il 3 marzo 1658.
- Marco Antonio III Ranuzzi, XI conte dei Bagni della Porretta (1726-1735) e IX Senatore (1724-1735), nato a Bologna il 27 giugno 1693.
- Girolamo II Ranuzzi, XII conte dei Bagni della Porretta (1735-1784) e X Senatore (idem), nato a Bologna il 16 giugno 1724.
- Annibale IV Ranuzzi, XIII conte dei Bagni della Porretta (1784-1797) e XI Senatore (idem), nato a Bologna il 30 agosto 1756.